# William B. Mitchell

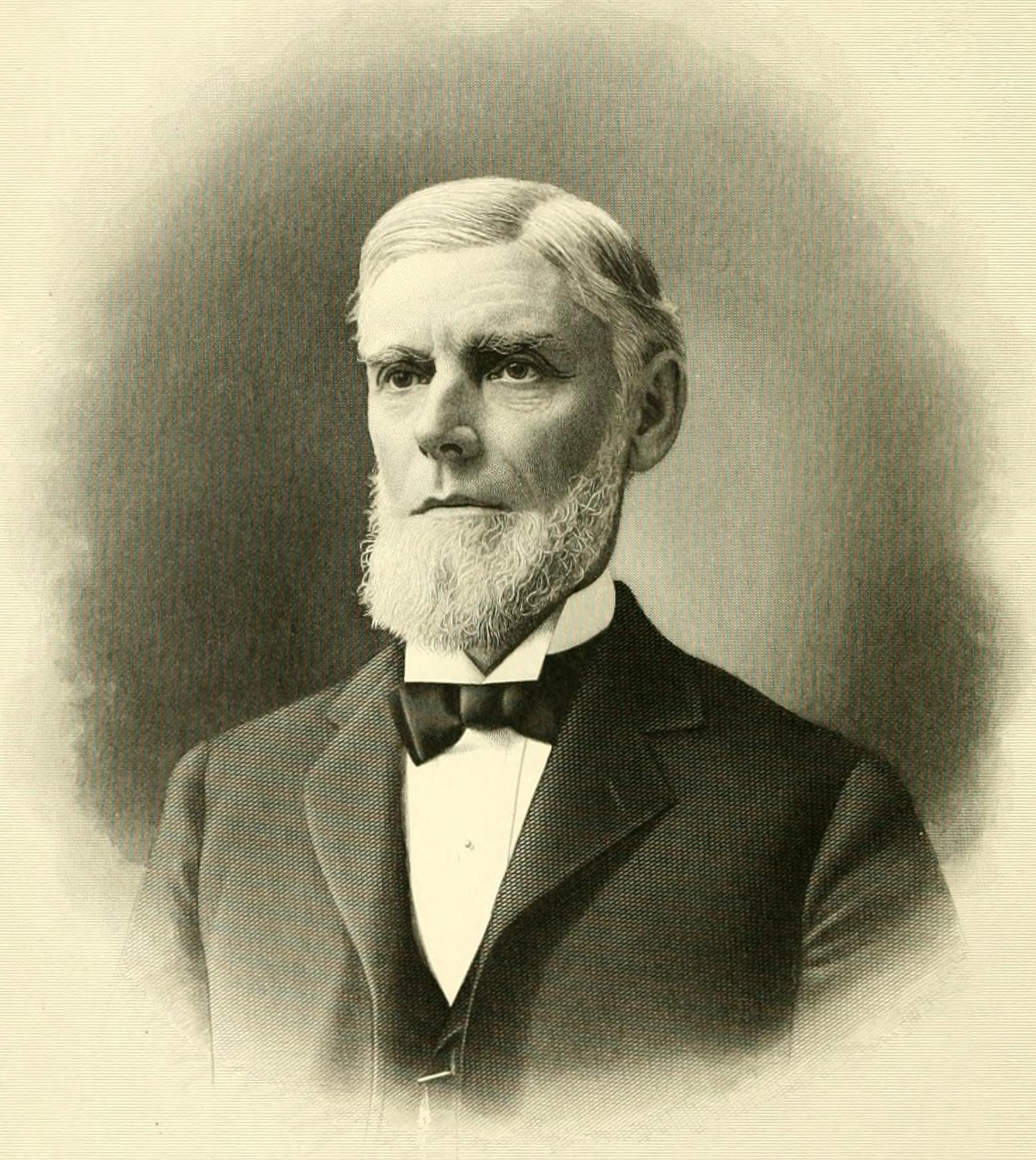
William Mitchell

William Bell Mitchell (* 19. November 1832 in Stamford, Welland County, Ontario; † 21. August 1900 nahe Alexandria, Minnesota) war ein US-amerikanischer Jurist und Politiker. Er hatte großen Einfluss auf die Entwicklung der Rechtsprechung in Minnesota.

## Leben
Mitchell graduierte 1853 vom Washington & Jefferson College. Anschließend arbeitete er als Lehrer in Morgantown, Virginia, und studierte bei Edgar Campbell Wilson Rechtswissenschaft. Seit 1857 war Mitchell als Anwalt in Virginia zugelassen, praktizierte aber bald in Winona, Minnesota. 1859/60 gehörte er zum Repräsentantenhaus von Minnesota. Seit 1874 war er Richter im 3. Gerichtsbezirk (judicial district), seit März 1881 am Minnesota Supreme Court, ernannt von Gouverneur John Sargent Pillsbury. Mitchell wurde in dieser Position dreimal wiedergewählt.
1900 wurde Mitchell als Mitglied in die American Academy of Arts and Sciences gewählt.
Mitchell war seit 1857 mit E. Jane Hanway († 1867) und seit 1872 in zweiter Ehe mit Frances M. Smith (1838–1881) verheiratet. Zu seinen sechs Kindern gehörte der spätere Justizminister William DeWitt Mitchell (1874–1955). William Bell Mitchell starb am 21. August 1900 am Ufer des Lake Alexandria an einem Schlaganfall. Er wurde auf dem Woodlawn Cemetery in Winona beigesetzt.